# MuseuMAfricA
Le Museum Africa ou MuseuMAfricA (anciennement connu sous le nom de Africana Museum) est un musée historique situé à Newtown, Johannesburg, en Afrique du Sud.

## Histoire
Le musée a été créé en 1935, lorsque la bibliothèque publique de Johannesburg a acheté une grande quantité de documents africains et de livres à John Gaspard Gubbins (1877-1935), un écrivain et collectionneur sud-africain (né en Angleterre), concrétisant un projet de ce dernier, qui voulait illustrer de façon concrète la vie au sud du fleuve Zambèze. 
À partir du milieu des années 1930, la collection permanente du musée s'est élargie pour couvrir tous les aspects de l'histoire culturelle et matérielle africaine. 
En 1994, après les premières élections générales sud-africaines au suffrage universel, qui concluaient une période de 5 ans marquée par la fin de l'apartheid, et l'avènement de Nelson Mandela à la présidence sud-africaine, le musée a été rénové et rebaptisé MuseuMAfricA.

## Localisation
Depuis 1994, le musée est situé dans l'ancien marché des fruits et légumes de la ville de Newtown, construit en 1913, situé en face de la place Mary Fitzgerald, sur le même bloc que le Market Theatre.

## Collection permanente
Le musée possède des collections d'objets et de photographies de tout le continent, y compris des collections d'instruments de musique, des œuvres d'art, des vêtements, etc. Ce musée abrite notamment le Musée de la géologie et le Musée de la photographie de Bensusan. 
Le musée de photographie de Bensusan recueille des équipements photographiques et des œuvres photographiques, y compris des images numériques. Cette collection de photos est très demandée par les historiens et les chercheurs. 
La collection du Musée de la géologie se compose de plus de 17 000 échantillons de roches et de minéraux d'Afrique australe,,.